# Silbermond
Silbermond ist eine deutsche Pop-Rock-Band aus Bautzen, die 1998 gegründet wurde. Zu ihren kommerziell erfolgreichsten Liedern gehören Symphonie (2004), Das Beste (2006), Irgendwas bleibt (2009) und Leichtes Gepäck (2015). Bis 2017 verkaufte die Band rund sechs Millionen Tonträger.

## Geschichte

### Entstehung und Vorgänger

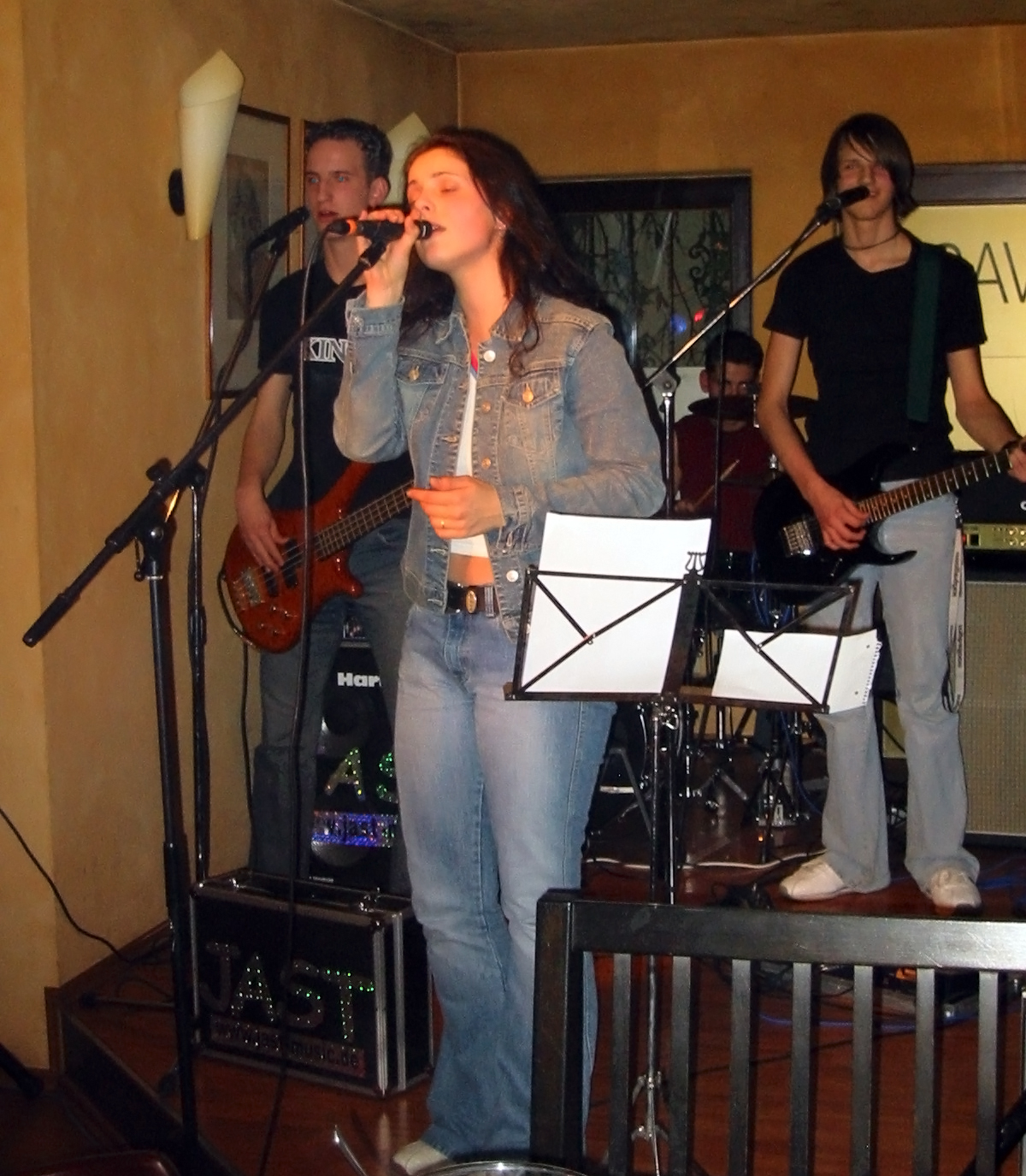
Vorgängerband Jast 2001

Die Mitglieder von Silbermond lernten sich 1998 bei dem musikalischen Jugendprojekt Ten Sing des CVJM in Bautzen kennen. Sie bildeten zunächst mit zwei weiteren Mitgliedern (Juliane Katzer, Gesang, und Maximilian Maneck, Keyboards) eine Coverband namens Exakt. Zwei Jahre später fiel die Entscheidung zur Gründung der Band JAST – der Begriff setzt sich aus den Anfangsbuchstaben der Vornamen der vier zusammen. In der ersten Zeit bestand das Repertoire der Gruppe vornehmlich aus Coversongs und wenigen Eigenkompositionen mit englischen Texten. Mit diesen Titeln nahmen sie an drei Wettbewerben teil. Beim BEAT 2000 belegten sie den 1. Platz. Beim Soundcheck im Juni 2001 wurden sie als zweitbeste Schülerband Sachsens ausgezeichnet. Im August desselben Jahres gewannen sie den Musikförderpreis Music Act.
Die Unzufriedenheit mit ihren englischen Texten führte die Gruppe zu ihrer Muttersprache. Im Herbst 2001 entstanden die ersten deutschsprachigen Lieder, die in den folgenden Monaten durch weitere Kompositionen ergänzt wurden. Gespielt wurden diese, noch unter dem Namen JAST, im Mai 2002 auf dem Hutberg in Kamenz als Vorgruppe der Puhdys, vor dem bis dahin größten Publikum für die junge Band.

### Umbenennung in Silbermond
Im Juni 2002 traten die Musiker zum ersten Mal mit dem Bandnamen Silbermond auf, als sie zwei Wochen lang mit Radio PSR sachsenweit auf Tour gingen. Der Name war bei der Suche nach einer neuen Bezeichnung der erste Vorschlag, der allen auf Anhieb zusagte.
Es folgte der Auftritt am 5. Juli 2002 bei der 10 Jahre Radio PSR Geburtstagsparty in der Arena Leipzig vor mehr als 10.000 Menschen. 2003 erreichten sie den zweiten Platz bei dem Newcomer-Award Lucky Star.

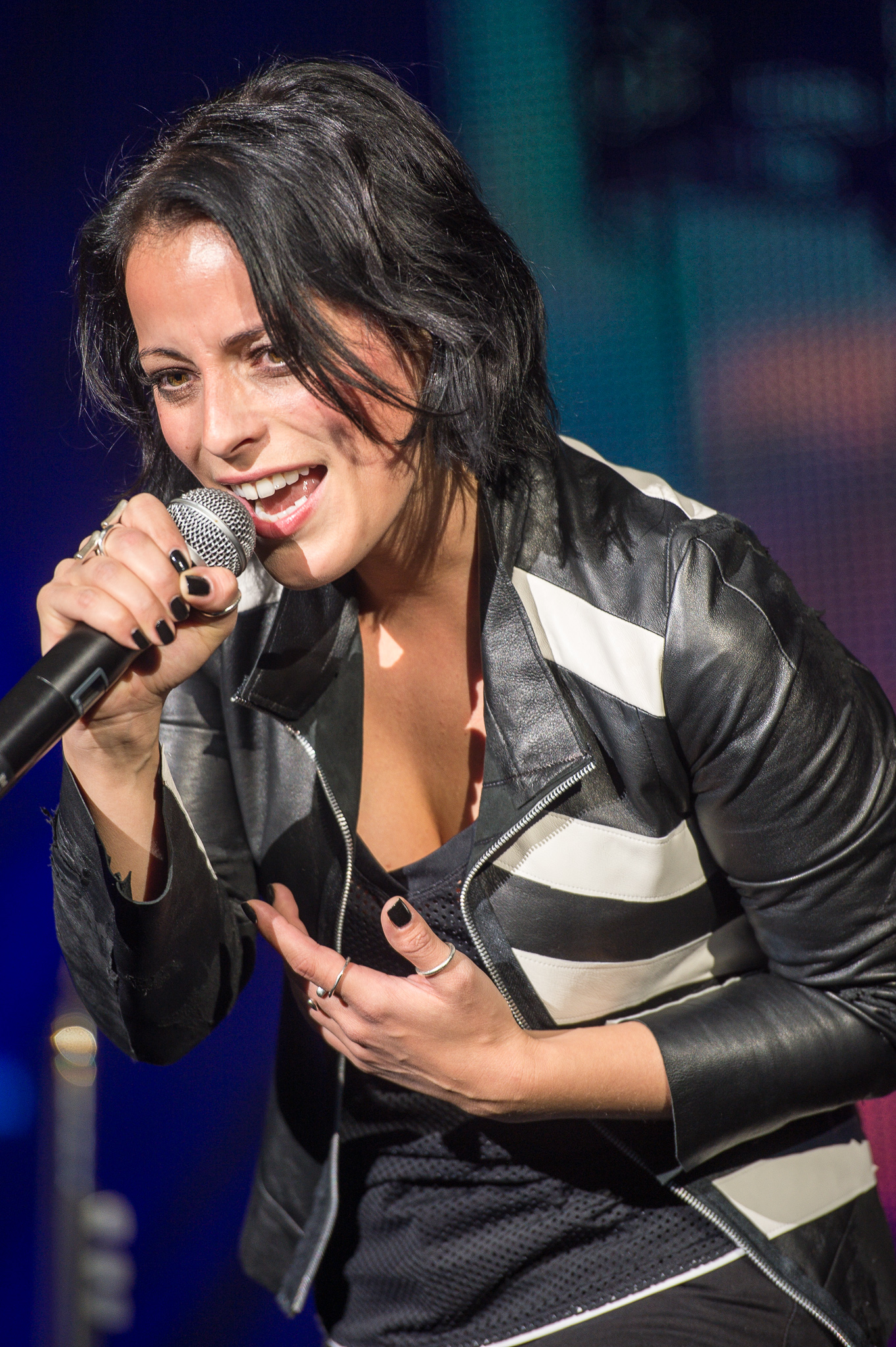
Stefanie Kloß
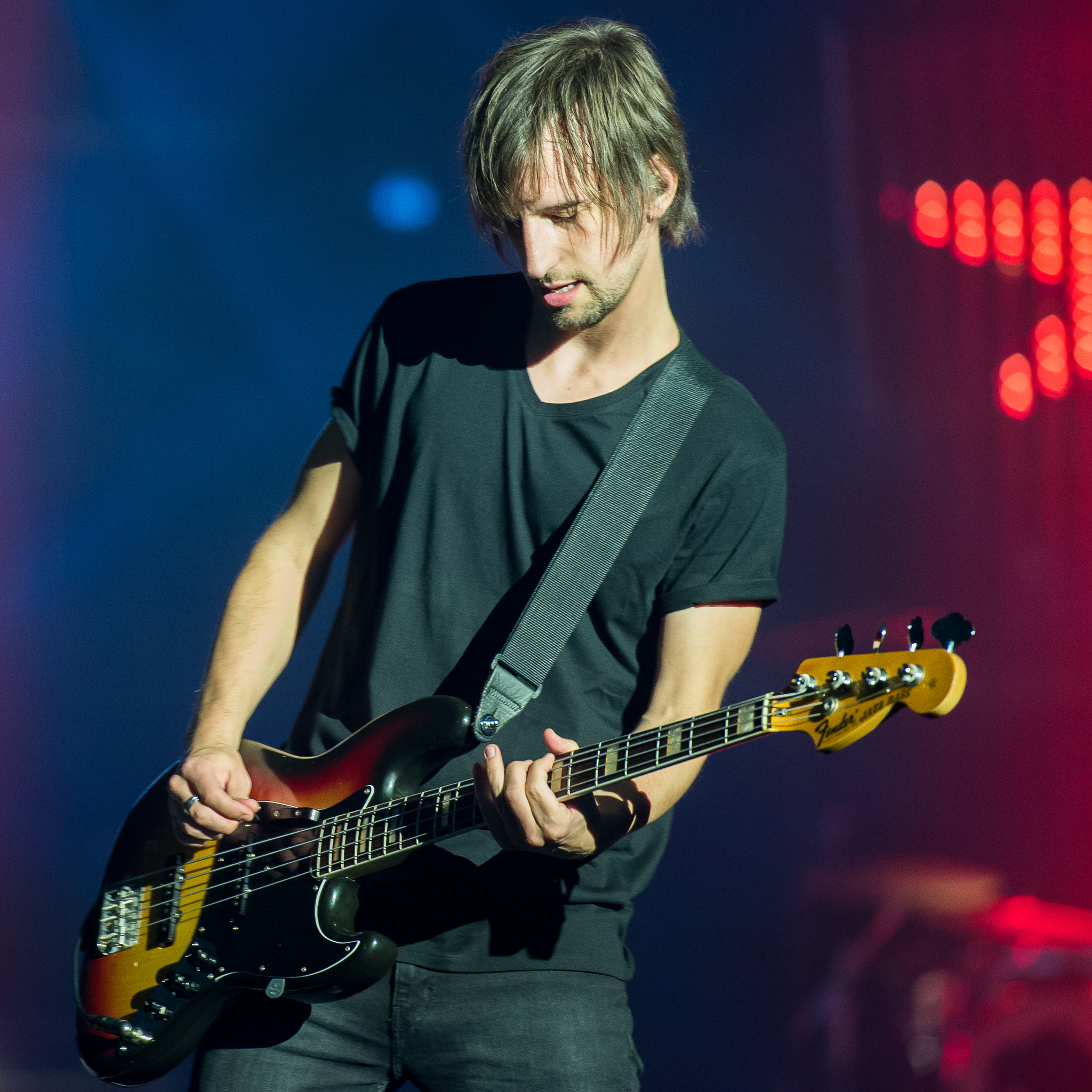
Johannes Stolle
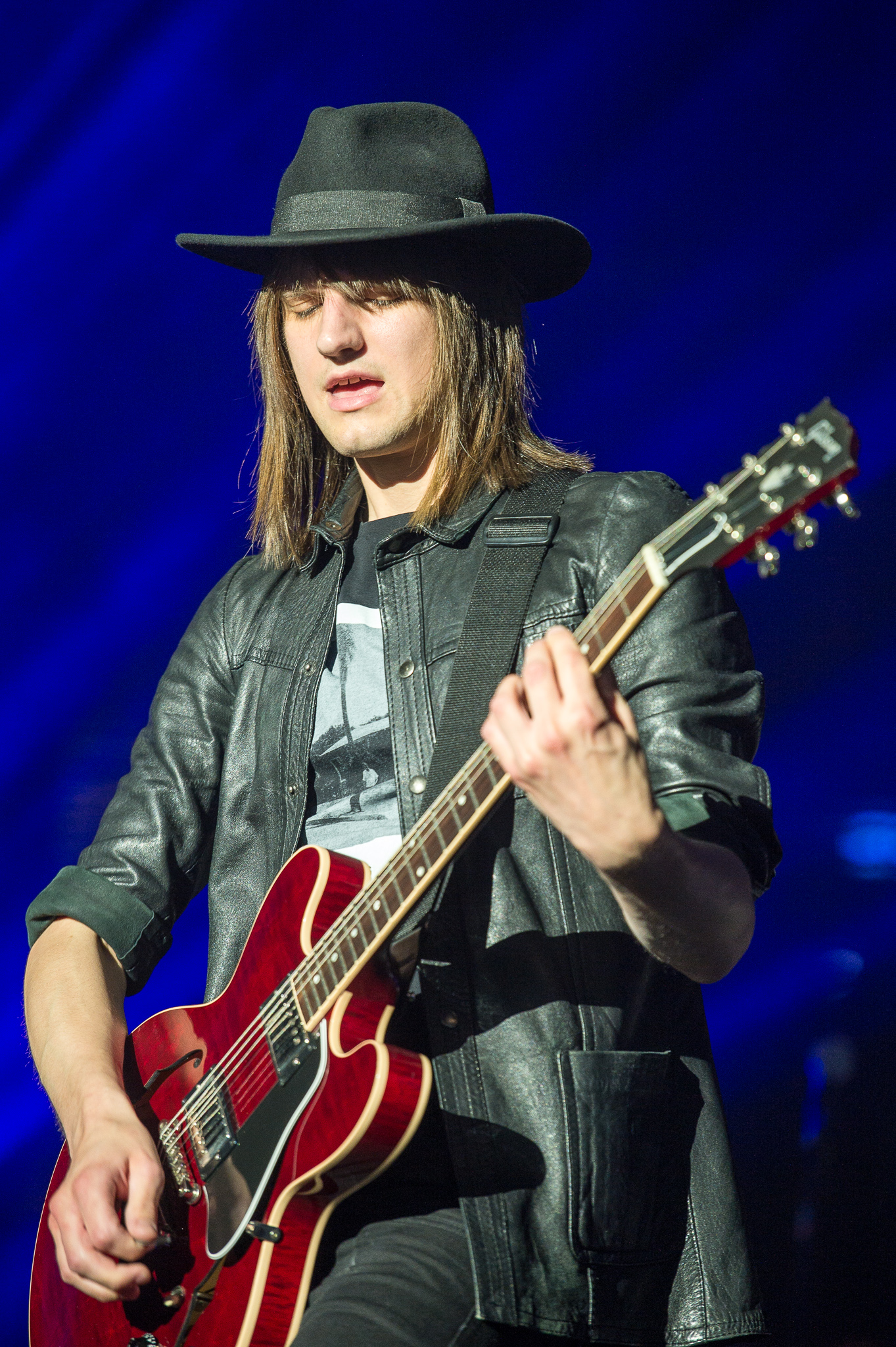
Thomas Stolle
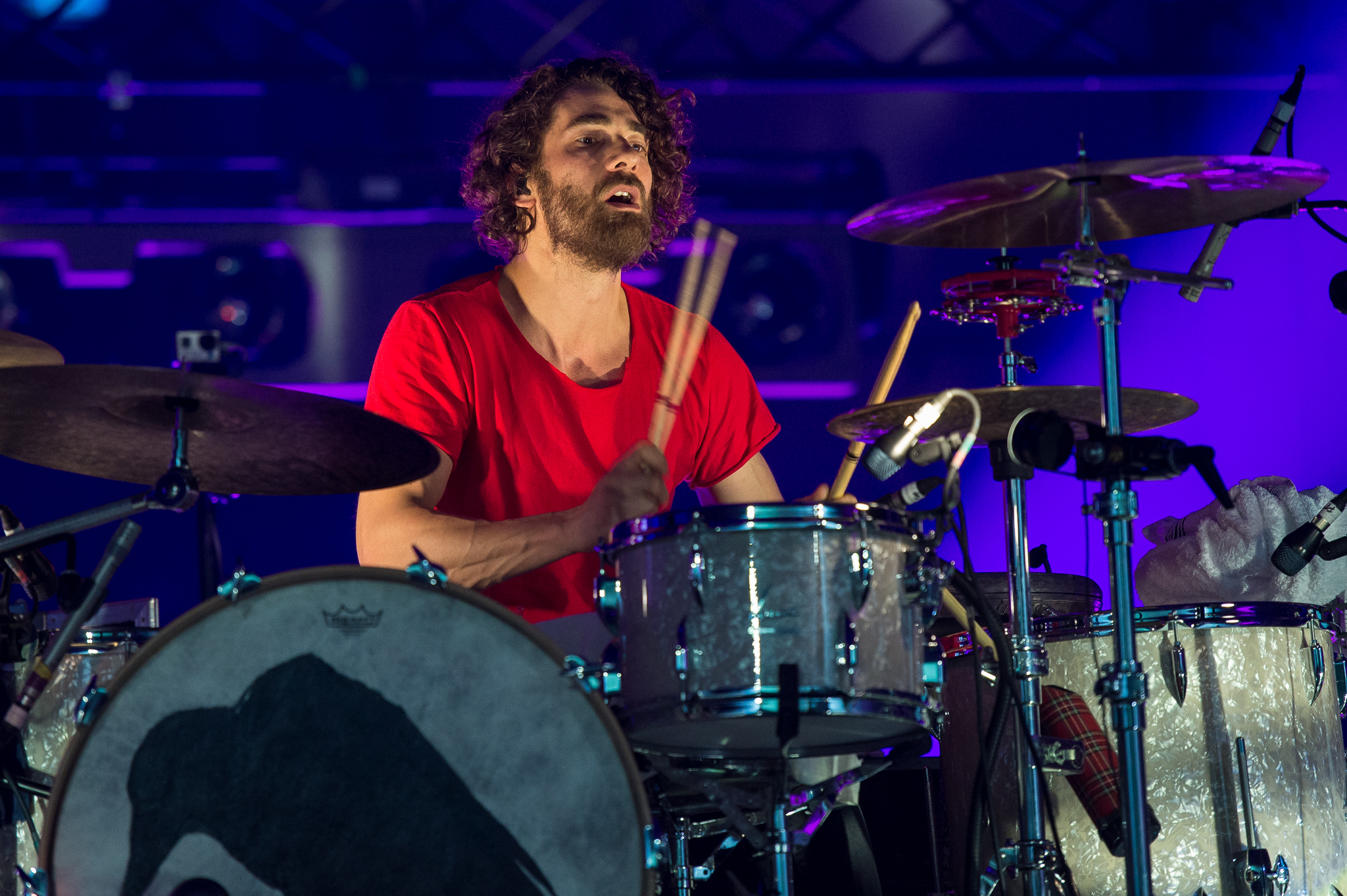
Andreas Nowak

### 2004–2005:Verschwende deine Zeit

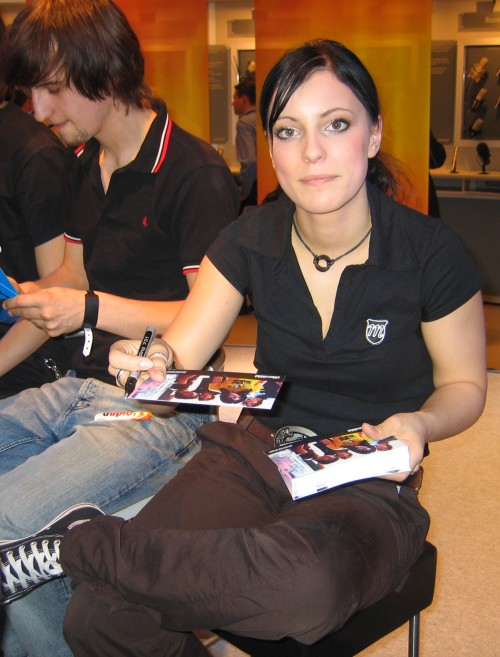
Johannes Stolle und Stefanie Kloß auf der Frankfurter Musikmesse (2005)

Um ihre Erfolgschancen zu verbessern, zogen die Bandmitglieder nach Berlin. Der Umzug wurde vom Fernsehsender Sat.1 in einer Doku-Soap unter dem Titel Der harte Weg zum Ruhm begleitet. Im Januar 2004 begleitete Silbermond als Vorgruppe die Tournee von Jeanette Biedermann. Im März erschien ihre Debütsingle Mach’s Dir selbst. Das erste Album Verschwende deine Zeit entstand in Zusammenarbeit mit den Produzenten Ingo Politz und Bernd Wendlandt, die schon mit Gruppen wie Bell Book & Candle und Angelzoom arbeiteten. Es erreichte Doppelplatin in Deutschland und Österreich. Neben der Auszeichnung mit dem New Faces Award der Zeitschrift Bunte erreichte Silbermond 2004 eine Top-10-Platzierung ihrer Single Symphonie in den deutschen Charts.
Ab Ende 2004 war die Band auf Tournee. Im April 2005 veröffentlichte sie ihre erste Konzert-DVD Verschwende deine Zeit–Live, die Goldstatus erreichte. Von Verschwende deine Zeit wurde keine weitere Single mehr ausgekoppelt, stattdessen erschien im März mit Zeit für Optimisten ein neues Lied als Single.
Am 2. Juli 2005 nahm sie am Live-8-Konzert in Berlin teil, am selben Abend standen sie noch in Münster bei den Jubiläumsfeierlichkeiten des dortigen Bistums auf der Open-Air-Bühne.

### 2006–2007:Laut gedacht
Am 21. April 2006 erschien – begleitet von starkem Medienecho – unter dem Titel Laut gedacht das zweite Album der vier Musiker. Die erste Singleauskopplung, Unendlich, war am 31. März 2006 erschienen. Nach einer Hallentour im Mai 2006 kündigten sie Meer sein als neue Single an, die am 7. Juli 2006 erschien.
Am 6. Oktober 2006 kam mit Das Beste die dritte Single des Albums auf den Markt und als Neueinsteiger sofort auf Platz 1 der deutschen Single-Hitparade. Die Premium/Maxi-CD umfasst vier Versionen von Das Beste (Single-Version, alternative Version, Live in Kamenz, Instrumental) und das Musik-Video. Außerdem ist auf der Premium/Maxi-CD eine Neuaufnahme ihrer dritten Single Symphonie mit dem Deutschen Filmorchester Babelsberg unter der Leitung von Scott Lawton zu finden. Diese Version wurde am 6. Oktober 2005 bei der Comet-Verleihung live gespielt.
Auf der am 8. Dezember 2006 erschienenen Best Of-CD der befreundeten Mittelalter-Rock-Band In Extremo, auf der u. a. Gastgruppen Songs dieser Band in neuem Gewand interpretieren, beteiligte sich Silbermond mit ihrer Version des Titels Die Gier. Am 30. März 2007 erschien die vierte und letzte Singleauskoppelung Das Ende vom Kreis.

### 2008: Kollaborationen
Im Jahr 2008 veröffentlichte die Band mehrere erfolgreiche Kollaborationen: Der Deal mit Udo Lindenberg auf dessen Nummer-eins-Album Stark wie zwei und später Bis zum Schluss mit dem Rapper Curse, das als Single erschien und ein Top-Ten-Hit wurde. Ferner erschien eine neue, mit kubanischen Klängen unterlegte Version von Symphonie auf Rhythms del Mundo – Cubano Alemán.

### 2009:Nichts passiert
Das dritte Silbermond-Album mit dem Titel Nichts passiert erschien am 20. März 2009 und stieg sowohl in Deutschland als auch in Österreich und der Schweiz in der ersten Verkaufswoche auf Platz 1 der jeweiligen Charts ein. Die vorab veröffentlichte Single Irgendwas bleibt war zuvor bereits auf Platz 1 der Verkaufscharts eingestiegen. Die folgende zweite Single Ich bereue nichts erreichte die Top 20 der deutschen Singlecharts, die dritte Single Krieger des Lichts wurde ein Top-Ten-Hit.

### 2012:Himmel auf
Am 23. März 2012 erschien das Album Himmel auf. Die gleichnamige Singleauskopplung war bereits am 3. Februar veröffentlicht worden. Am 23. Mai 2012 waren die Silbermond-Musiker als Gaststars in der 5000. Folge von Gute Zeiten, schlechte Zeiten dabei. Die zweite Single FdsmH (Für dich schlägt mein Herz) wurde am 6. Juli 2012 ausgekoppelt, am 19. Oktober folgte Ja.

### 2015–2017:Leichtes Gepäck

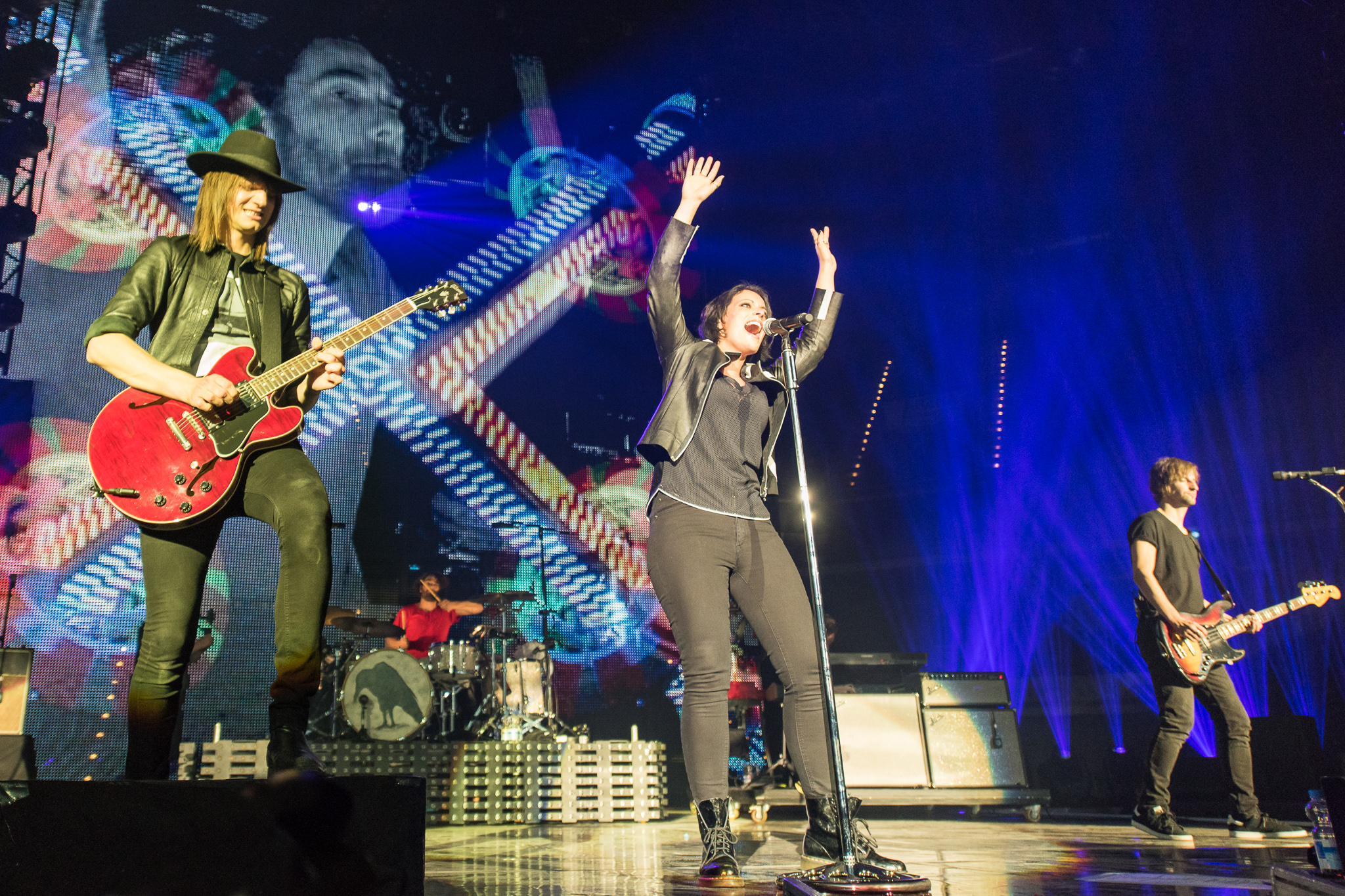
Silbermond, 2016

Im Sommer 2015 kündigte die Band ein im Herbst erscheinendes fünftes Album an. Im Oktober 2015 erschien die Lead-Single Leichtes Gepäck. Das gleichnamige Album kam am 27. November 2015 heraus. Im Mai 2016 startete die 15 Konzerte umfassende Leichtes Gepäck – Tour, die um viele weitere Termine erweitert wurde und bis September 2017 lief. Von Mai bis Juli 2017 war Stefanie Kloß bei Sing meinen Song – Das Tauschkonzert (Vox) zu sehen. Im November 2017 erschien das Album Leichtes Gepäck – Live in Dresden.

### 2018–2021:Schritte
Im April 2018 wurden Sängerin Stefanie Kloß und Gitarrist Thomas Stolle Eltern eines Sohnes. Die Aufnahmen für das Album entstanden 2019 u. a. in den Studios La Fabrique in Südfrankreich, die bereits von namhaften Künstlern wie Jacques Higelin, Nick Cave und Kent genutzt wurden. Für 2020 wurde die über 15 Arenakonzerte umfassende Schritte Tour angekündigt.
Im Mai 2019 veröffentlichte die Band nach dreieinhalb Jahren mit Mein Osten eine neue Single. Mit dem Lied möchte die Band das „aktuelle politische und emotionale Auseinanderdriften der Menschen im Osten“ thematisieren. Im November erschien das Album Schritte, aus dem vorab die Single Träum ja nur ausgekoppelt wurde. 2020 erschien das Album Schritte Extended & und Live in Berlin.

### Seit 2022:Auf Auf
Im Sommer 2022 erschien die Single Auf Auf. Am 2. Juni 2023 erschien das Album beim Label Vertigo Records. Am 30. August 2024 erschien das Album Auf Auf in einer Live-Version aus dem Theater des Westens in Berlin.

## Stil
Die Silbermond-Mitglieder schreiben ihre Musik selbst und spielen Pop-Rock mit deutschen Texten. Obwohl bisher hauptsächlich Balladen wie Symphonie, Unendlich, Durch die Nacht oder Das Beste als Single erschienen, sind auf den Alben auch schnellere Stücke vertreten. Die meisten Titel werden von Schlagzeuger Andreas Nowak und Gitarrist Thomas Stolle geschrieben und gemeinsam ausgearbeitet.
Die Richtung des letzten Albums beschrieb Laut.de dahingehend, als dass man sich „mit großen Schritten Richtung Schlager“ begebe und das Album „zuckersüß wie Tortenguss“ sei.

## Engagement
Das überwiegend jugendliche Publikum der Band hat vor allem über das Internet zahlreiche Aktionen gestartet, die von der Band unterstützt wurden. Zu nennen ist hierbei die finanzielle Förderung der Wohltätigkeitsaktion Fans helfen sowie die Durchführung von Benefizkonzerten, beispielsweise zur Rettung eines von der Insolvenz bedrohten Inklusions-Cafés. Außerdem fördert die Band junge Bands aus ihrer Region, z. B. indem sie diesen Auftritte im Vorprogramm ermöglichen. Seit 2004 fördern sie die Zittauer Nachwuchsband Jenix, unter anderem mit einem gemeinsamen jährlichen Konzert in Schmochtitz und durch die Auftritte als ihre Vorband bei der Sommertour 2010. Im selben Jahr entstand auch das Projekt Silbermond trifft Jenix mit gegenseitigen Coverversionen zugunsten der Opfer des Erdbebens in Haiti. Neben ihrem umweltbewussten Verhalten im Alltag beteiligten sich die Silbermond-Musiker auch am 7. Juli 2007 an der weltumspannenden Live-Earth-Aktion. Am 21. August 2007 eröffnete Silbermond mit der Teilnahme an einem Workshop in Leinefelde ein neues Projekt der Stiftung Musik hilft e. V. Bekannte Bands sollen einen Tag lang jungen Nachwuchsmusikern, besonders aus sozialen Brennpunkten, ihr Können vermitteln.
Silbermond ist seit vielen Jahren gegen Rechtsextremismus aktiv, beispielsweise veranstalteten sie Konzerte, um Initiativen wie Laut gegen Nazis oder die Amadeu Antonio Stiftung zu unterstützen. Dieses Engagement resultiert unter anderem aus Erfahrungen, die Mitglieder der Band in ihrer Jugendzeit in Sachsen machten. Nach eigener Aussage spielten sie schon auf Konzerten gegen Rechts, bevor sie Silbermond hießen. Auch zeigt sich die Band solidarisch mit dem sorbischen Volk, indem sie sich u. a. gegen die Kürzung von Fördermitteln ausspricht.

## Diskografie
Studioalben

| Jahr | Titel Musiklabel                              | Höchstplatzierung, Gesamtwochen, AuszeichnungChartplatzierungen (Jahr, Titel, Musiklabel, Platzierungen, Wochen, Auszeichnungen, Anmerkungen) | Höchstplatzierung, Gesamtwochen, AuszeichnungChartplatzierungen (Jahr, Titel, Musiklabel, Platzierungen, Wochen, Auszeichnungen, Anmerkungen) | Höchstplatzierung, Gesamtwochen, AuszeichnungChartplatzierungen (Jahr, Titel, Musiklabel, Platzierungen, Wochen, Auszeichnungen, Anmerkungen) | Anmerkungen                                                 |
| Jahr | Titel Musiklabel                              | DE | AT | CH | Anmerkungen                                                 |
| ---- | --------------------------------------------- | --- | --- | --- | ----------------------------------------------------------- |
| 2004 | Verschwende deine Zeit Modul (BMG)            | DE2 ×7Siebenfachgold · (66 Wo.)DE | AT4 Platin · (56 Wo.)AT | CH18 Gold · (53 Wo.)CH | Erstveröffentlichung: 12. Juli 2004 Verkäufe: + 750.000     |
| 2006 | Laut gedacht Columbia Records (Sony BMG)      | DE1 ×3Dreifachplatin · (75 Wo.)DE | AT1 Platin · (47 Wo.)AT | CH3 Platin · (65 Wo.)CH | Erstveröffentlichung: 21. April 2006 Verkäufe: + 660.000    |
| 2009 | Nichts passiert Columbia Records (Sony)       | DE1 ×7Siebenfachgold · (71 Wo.)DE | AT1 Platin · (46 Wo.)AT | CH1 Platin · (29 Wo.)CH | Erstveröffentlichung: 20. März 2009 Verkäufe: + 750.000     |
| 2012 | Himmel auf Columbia Records (Sony)            | DE2 ×3Dreifachgold · (54 Wo.)DE | AT2 Gold · (21 Wo.)AT | CH3 Gold · (44 Wo.)CH | Erstveröffentlichung: 23. März 2012 Verkäufe: + 325.000     |
| 2015 | Leichtes Gepäck Verschwende deine Zeit (Sony) | DE4 Platin · (50 Wo.)DE | AT7 Gold · (23 Wo.)AT | CH3 Gold · (25 Wo.)CH | Erstveröffentlichung: 27. November 2015 Verkäufe: + 217.500 |
| 2019 | Schritte Verschwende deine Zeit (Sony)        | DE1 (19 Wo.)DE | AT5 (5 Wo.)AT | CH4 (7 Wo.)CH | Erstveröffentlichung: 15. November 2019                     |
| 2023 | Auf auf Vertigo Records (UMG)                 | DE1 (17 Wo.)DE | AT11 (2 Wo.)AT | CH7 (4 Wo.)CH | Erstveröffentlichung: 2. Juni 2023                          |

## Auszeichnungen
- 1 Live Krone
  - 2004: National Act
  - 2005: Beste Band

- Bravo Otto
  - 2004: Band Pop
  - 2005: Superband

- Comet
  - 2005: Bester Live Act
  - 2007: Bester Song (Das Beste)
  - 2007: Bester Live Act
  - 2007: Erfolgreichster Download Song (Das Beste)
  - 2010: Bestes Video (Krieger des Lichts)
  - 2010: Beste Band

- ECHO Pop
  - 2005: Newcomer des Jahres national
  - 2007: Hit des Jahres (Das Beste)
  - 2007: Bester Live-Act
  - 2010: Beste Gruppe national Rock-Pop
  - 2010: Bester Live-Act
  - 2011: Radio ECHO (Krieger des Lichts)
  - 2011: Ehren ECHO für soziales Engagement

- Weitere
  - 2004: New Faces Award
  - 2005: Berliner Bär (B.Z.-Kulturpreis) für Pop
  - 2006: Fred-Jay-Preis
  - 2007: Osgar für Musik
  - 2009: Bambi für Pop National
  - 2009: MTV Europe Music Awards für Best German Act
  - 2013: Paul-Lincke-Ring[15]
  - 2017: Radio Regenbogen Award für Pop National 2016
  - 2021: Eugen-Bolz-Preis der Stadt Rottenburg am Neckar

## Veröffentlichungen
- Silbermond: Das Liederbuch 2004–2010. Bosworth Music, 2010, ISBN 978-3-86543-381-7.